# Федорівський парк
Федорівський парк — парк-пам'ятка садово-паркового мистецтва місцевого значення, розташований на території с. Федорівка Шаргородського району Вінницької області. Оголошений відповідно до Рішення Вінницького облвиконкому № 371 від 29.08.1984 р. Охороняється ландшафтний парк, створений в ІІ половині ХІХ ст. В парку зростає 60 видів дерев і чагарників.

## Асортиментний склад насаджень
Корінні породи: дуб звичайний, ясен звичайний, клен польовий, в'яз гладкий, липа широколиста.
Основні паркоутворювачі: тополя чорна, ялина звичайна, липа дрібнолиста, бук лісовий, ясен звичайний, ялина біла, дуб звичайний форми пірамідальна, осика.
Екзоти: дуб червоний, дуб болотяний, каштан кінський, сосна веймутова, липа маньчжурська, сосона чорна, тис ягідний, тсуга канадська, ялина колюча форми голуба.

## Опис паркового ансамблю
Садиба складається з садибного будинку, господарських споруд та фільварку, відокремлених в системі селищної території дорогами.
Відносно збережений садибний будинок середини ХІХ ст. та парк зі збереженою ландшафтною структурою складають єдине ціле з навколишнім хвилястим ландшафтом. Особливість місця розташування - пологий схил з дендропарком та крутий з лісопарковою частиною, каскад ставків в улоговині обумовили композиційне вирішення цілого ансамблю.
Репрезентативну зону садиби формує дендропарк, де переважають фахово підібрані з екзотами та декоративними формами. Прибережну зону формують групи з тополі білої, ясена звичайного та дуба болотяного.
Експозиція парку розгортається поступово, утворюючи передній план. Водна поверхня та протилежний крутий берег з масивом лісопарку, де переважають ясен звичайний, осика, ялина звичайна, створюють глибину та тло для основної експозиції.
Зону забудови формують алеї з каштану кінського та липи дрібнолистої.

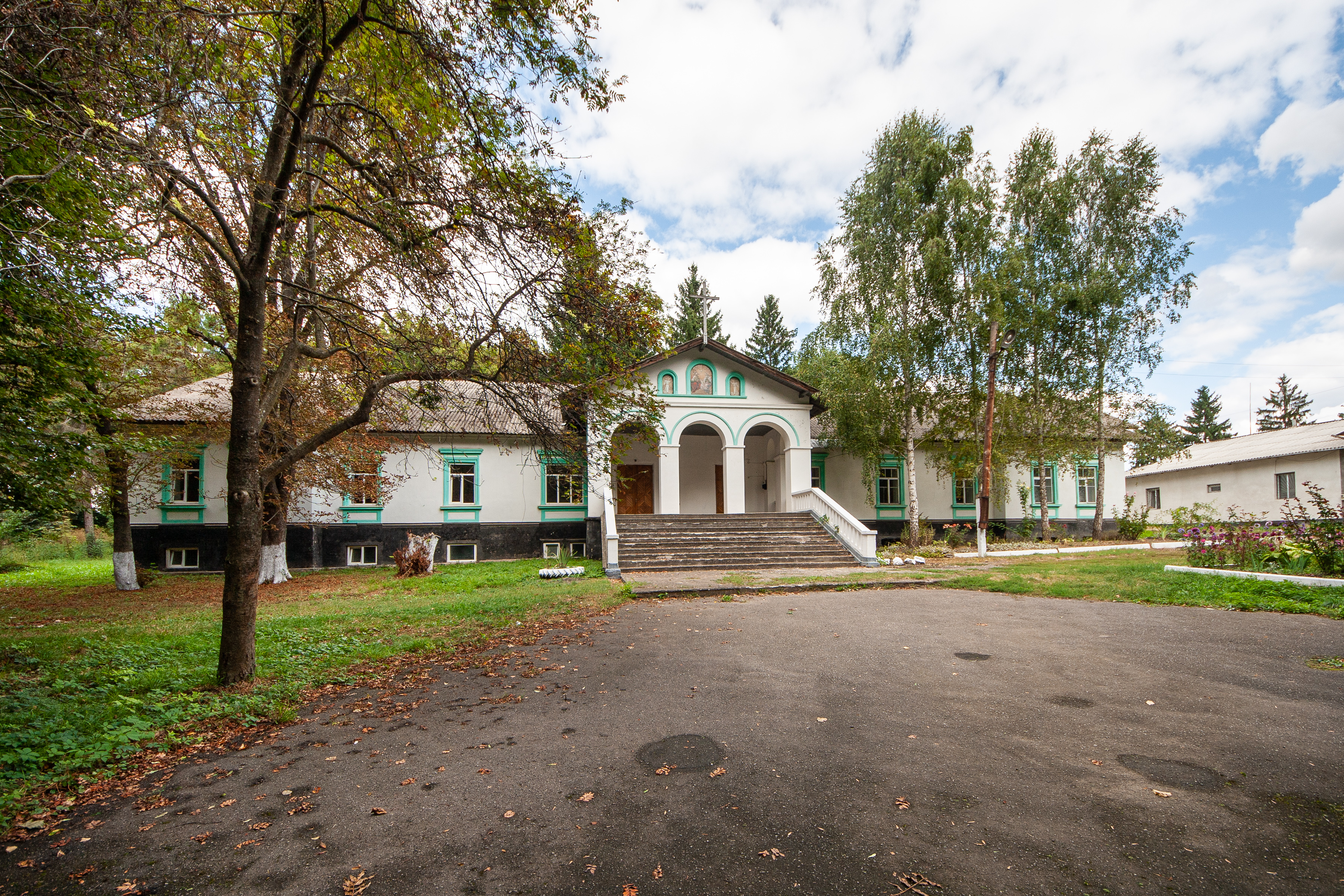
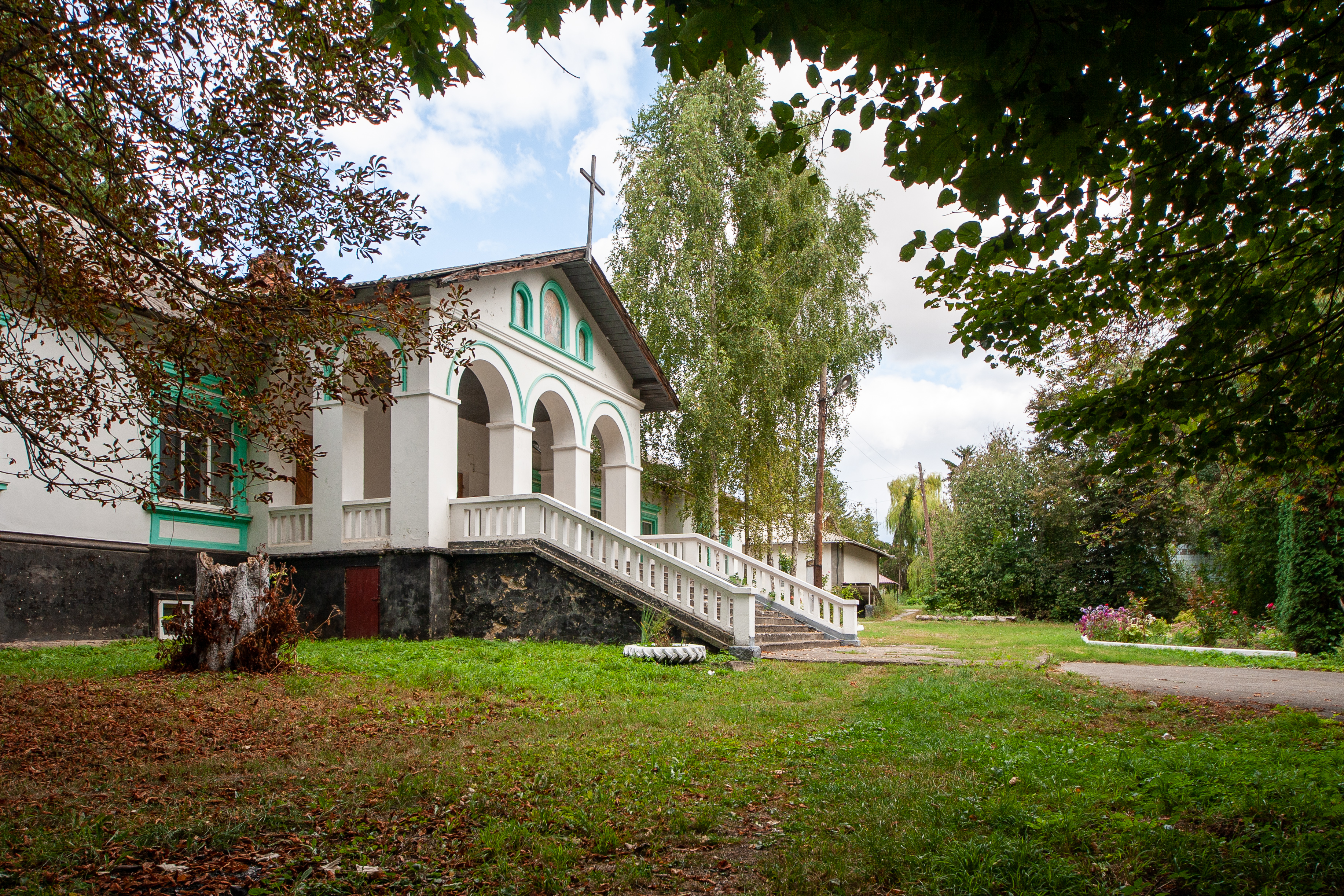
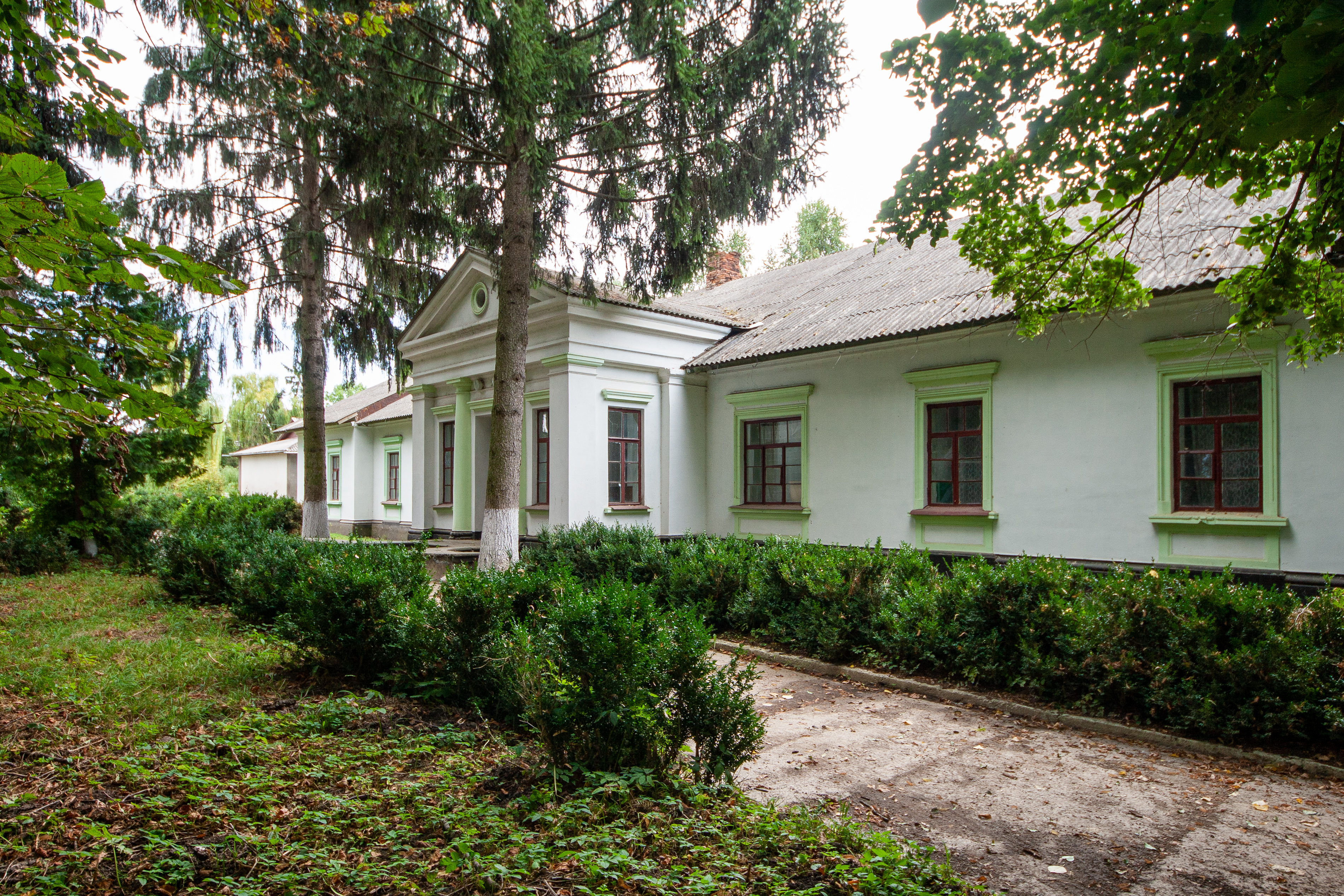
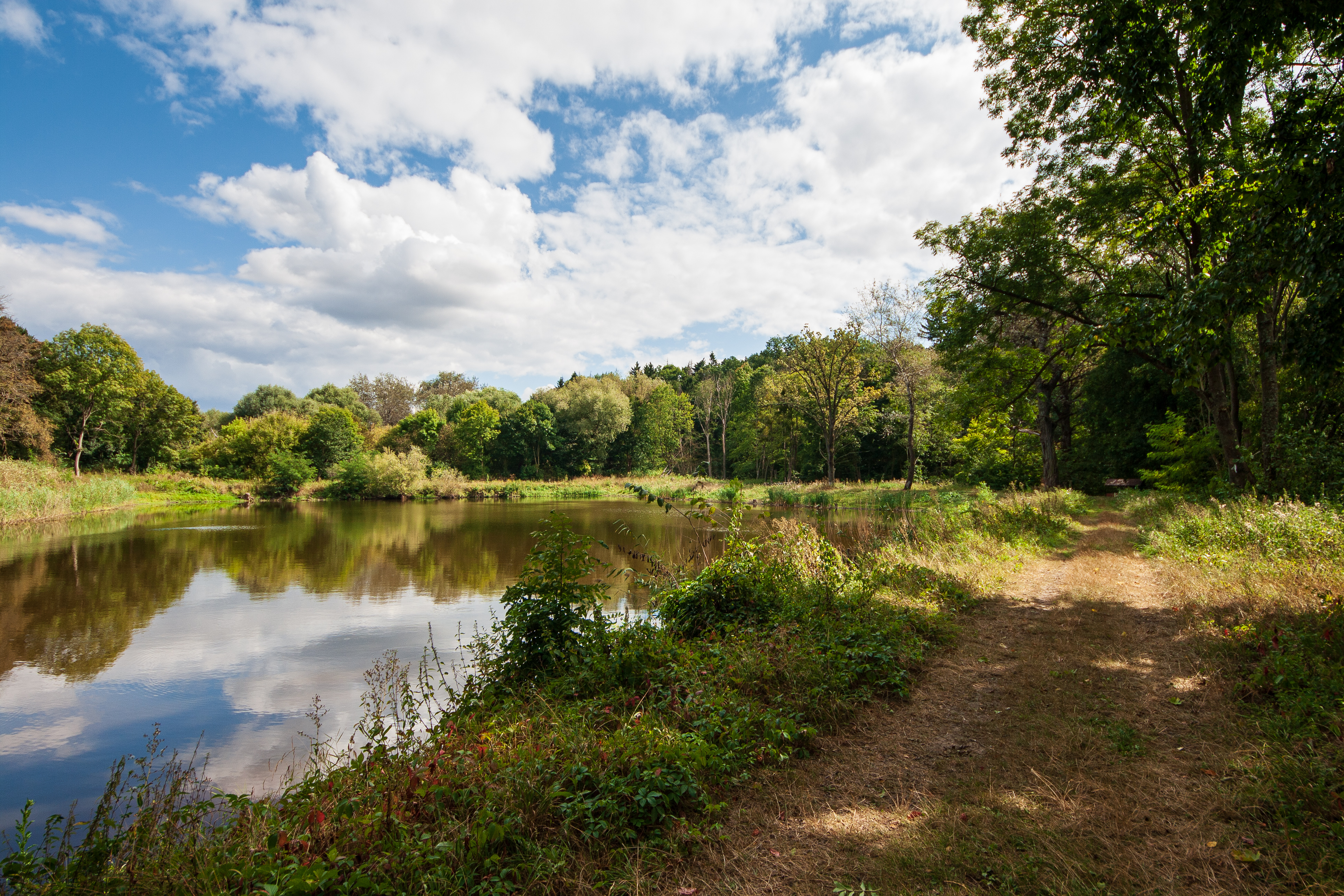